# Mary Jane Rathbun
Mary Jane Rathbun (* 22. Dezember 1922 in Minnesota; † 10. April 1999 in San Francisco, Nordkalifornien), genannt Brownie Mary war eine amerikanische Hanfaktivistin.

## Leben
Mary Jane Rathbun wurde am 22. Dezember 1922 in Minnesota geboren und zog später mit ihren Eltern nach Chicago. Ihre irisch-katholische Mutter nannte sie Mary Jane, ein Name, der ein Euphemismus für Marihuana ist, was ihrer Mutter nicht bekannt war.
Noch im Teenageralter reiste Mary Jane Rathbun mit einer Gruppe von Aktivisten von Chicago nach Wisconsin, um für Gewerkschaftsrechte für Bergleute zu demonstrieren. Bereits 1947 warb sie auf den Straßen von Minneapolis für das Recht auf Abtreibung.
Sie zog, mit drei Freundinnen, in den frühen Tagen des Zweiten Weltkriegs nach San Francisco, da sie alle einen Militärangehörigen ehelichen wollten.
Sie traf tatsächlich einen Soldaten, den sie heiratete, jedoch kam es schnell zur Scheidung. Ihr aus dieser Ehe hervorgegangenes einziges Kind, eine Tochter namens Jenny, kam im Alter von 22 Jahren bei einem Autounfall ums Leben.

## Marihuana-Aktivismus und Leistungen
In den 1970er Jahren begann sie Cannabis-haltige „magische Brownies“ für 2 oder 4 Dollar pro Stück an Passanten zu verkaufen.

### Konflikt mit dem Gesetz
Mary Jane Rathbun wurde zum ersten Mal 1982 wegen Marihuana-Besitz in San Francisco in Gewahrsam genommen. In diesem Zusammenhang ordnete ein Richter an, dass sie 500 Stunden gemeinnütziger Arbeit zu leisten habe, was sie beim Shanti-Projekt, der ersten Aids-Hilfe, tat.
Als sie so mit der AIDS-Krise unter den Homosexuellen der Stadt konfrontiert wurde, begann sie ihre Brownies zur Linderung der Symptome an die Kranken weiterzugeben.
Von der Mitte der 1980er Jahre bis etwa 1990 erreichten sie so viele Anfragen bezüglich Marihuana-Brownies von kranken Menschen, dass sie Namen aus einer Keksdose ziehen musste, um zu entscheiden, wer sie erhalten würde.
1992 erlangte Mary Jane Rathbun nationale Aufmerksamkeit, als sie von der Polizei in Sonoma County, Cazadero verhaftet wurde, während sie 2,5 Pfund Marihuana in ihren Kuchenteig rührte.
Die Anklage wurde einige Monate später jedoch fallen gelassen, nachdem der Staatsanwalt Sonoma Countys angab, dass der Prozess gegen eine „kuchenbackende Großmutter“ einen Medienzirkus auslösen würde.

### Einsatz für die Legalisierung von Medizinalhanf
In den 1980er Jahren war Rathbun ein ausgesprochener Verfechter der Legalisierung von Hanf als Arzneimittel geworden, da sie fest davon überzeugt war, dass Cannabis die Schmerzen von AIDS-Patienten lindern und ihren Appetit steigern könne.
Sie war maßgeblich an der Verabschiedung der kalifornischen Proposition P und der California Proposition 215 beteiligt, Volksabstimmungen die die Straffreiheit von Medizinalhanfanwendern in das kalifornische Gesetz schrieben.

## Tod
Mary Jane Rathbun starb am 10. April 1999 nach langer Krankheit im Alter von 77 auf der Hospiz- und Palliativstation des Laguna Honda Krankenhauses in San Francisco.
Im August 1998 hatte sie einen Sturz erlitten und sich einer Hals- und Wirbelsäulenoperation unterziehen müssen.
Darüber hinaus litt sie an altersbedingter Arthritis und hatte in ihren letzten Lebensmonaten erhebliche Schmerzen sowie Bewegungseinschränkungen, die sie an Bett und Rollstuhl fesselten.

## Veröffentlichungen
- Claire Burch: California Chronicles of Medical Marijuana. DVD. Regent Press, 2007.
- Mary Rathbun, Dennis Peron: Brownie Mary's Marijuana Cookbook and Dennis Peron's Recipe for Social Change. Trail of Smoke Publishing, 1996, ISBN 0-9639892-0-0.
- Mary Rathbun: 50th Anniversary of LSD: Marijuana and Medical Uses; Sacred and Healing Plants and Psychedelic Drugs in the Treatment of Substance Abuse. San Francisco Unitarian Center, 17. April 1993.